# Barabási László
Barabási László (Kolozsvár, 1943. április 15. – Csíksomlyó, 2013. július 15.) író, történész. Hosszú ideig a Hargita megyei múzeumhálózat igazgatója volt. A romániai változásokat követően kényszerűségből Budapesten újságíróként dolgozott, majd visszatért Székelyföldre, ahol a Hargita lábánál élt. Főként a magyar, azon belül is kiváltképpen a székely történelem kutatásával foglalkozott.
Fia Barabási Albert László fizikus, a Magyar Tudományos Akadémia külső tagja.

## Élete

### Tanulmányai

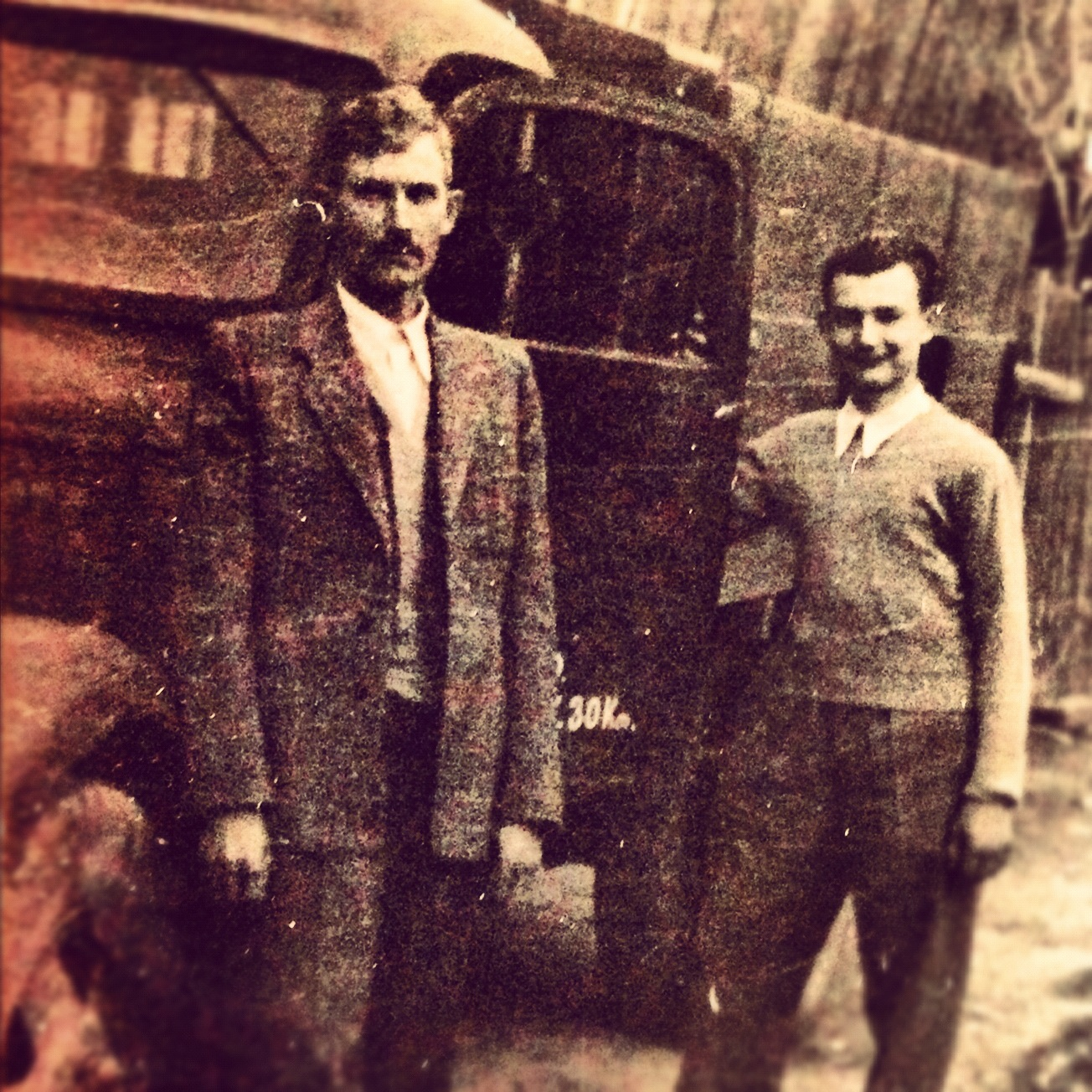
Barabási László apjával, Barabási Alberttel az 1950-es évek vége felé, az államosítás után a család utolsó megmaradt teherautója mellett.

Kolozsváron született, ahol a családnak teherautó szállítási vállalata volt. Az 1948-as államosításkor Gyergyószentmiklósra telepítették a családot, kényszerlakhelyre.
A gyergyói apácáknál kezdett óvodába járni, és itt végezte iskoláit, és érettségizett a Magyar Vegyes Líceumban (mai Salamon Ernő Gimnázium). 1961-ben letette a gépkocsivezetői szakvizsgát, hogy anyagilag segítse a családját. Viszont édesanyja a rajoni néptanácstól a fia nevében ösztöndíjért folyamodott. Így 1961-ben elkezdte tanulmányait a marosvásárhelyi pedagógiai főiskolán, magyar és történelem szakon. Az egyetemen, Dr. Kócziáni László, Nyirő József vejének irányításával népköltészeti gyűjtéseket folytatott Maros megyében. Egyetemi évei alatt jelennek meg első karcolatai, helyzetképei a napilapokban. Humoros szövegeket is ír, ezért elküldik a vásárhelyi cukorgyárhoz, ahol agitációs brigád szövegeket írt és a színművészeti főiskolásokkal együtt tanította be.

### Balánbánya
Államvizsga után, 1964-től Tekerőpatakon kapott tanári állást. Néhány hónap múlva kinevezték a kultúrotthon igazgatójának. 1966 nyarán felajánlották neki a Maros rajoni kultúrház igazgatói tisztségét. A tartományi pártbizottság azonban kiküldte Balánbányára kultúrigazgatóként. Itt egy zenekart hozott létre, tánccsoporttal és varieté együttessel. Ő írta a műsorok szövegeit és rendezte a darabokat. „Bányásztoborzás” jeligéje alatt minden kultúrház megnyílott előttük. 
Így járta be Erdély magyarlakta vidékeit, több mint 1500 előadást tartván a Zsil völgyétől a Szilágyságig, Madaras Gábor, Cseh Judit, Széles Anna vendégszereplésével. A magyar bányaszakemberek, tisztviselők segítségével a kultúrház egy állandó színjátszó csoportnak adott otthont és az erdélyi magyar színházak kedvenc helye lett. 
Évente több országos méretű fesztivált szervezett. A román közönségnek népi-együtteseket hívott, a városka színpadán megfordulva a román színpad legtöbb híressége lett. Ebben az időben szerezte meg második diplomáját, történelemből államvizsgázván a Babeș–Bolyai Egyetemen. Mindezek mellett feldolgozta a csíkszentdomokosi római katolikus parókia Balánbányára vonatkozó okiratait, a „Balánbánya története” című kötetének anyagát.

### Csíkszereda
1981-ben a Művészeti Népiskola igazgatója, majd 1983-ban a Hargita Megyei Múzeumhálózat (ma a Csíki Székely Múzeum) muzeográfusa és igazgatója lett Csíkszeredában. Ő volt a kurátora a fotótörténeti kiállításnak, amely átfogta a Hargita megyei fényképészet történetét az 1800-as évektől napjainkig. Fontos szerepet játszott a csíksomlyói könyvek megkerülésekor azok megmentésében. Az Új Életben és a Hétben megjelenő néprajzi cikkei lassan aláásták a hivatalos szervek bizalmát vele szemben. Különösen az 1987-ben megjelent Jószerencsét című regénye keltett nagy feltűnést a romániai magyarok között. 1988-ban leváltották, és mivel senki sem merte alkalmazni, néhány hónapot autóbusz vonalellenőrként dolgozott. A hatalom hogy megszabaduljon tőle, turista útlevelet adott és rövidesen Budapesten dolgozott a Belvedere képzőművészeti folyóirat főmunkatársaként. Később egy nemzetközi áruközvetítő vállalat kereskedelmi igazgatója lett.

### Csíksomlyó
A forradalom után, 1990 decemberében telepedett haza Csíksomlyóra vállalkozóként. Itt adta ki a „Balánbánya története” című ipari monográfiáját. 1998 után teljesen az írásnak szentelte magát, ekkor kezdődött a legtermékenyebb szerzői korszaka. 2006–2012 között évente két könyvet ír és jelentetett meg. Elsőként a Zürichi Magyar Történelmi Egyesület kiadásában jelent meg a „Csillagösvényen” című történelmi kisregénye, ezt követte a székely történelemről írt trilógiája, majd a világtörténelemről írt trilógia. Több szakmai társaság és a Székely Szellemi Egyesület vezetőségi tagja volt. Munkáit a szélesebb körű magyar közönséggel Varga Csaba filmrendező ismertette meg a Fríg kiadó segítségével.

## Könyvei
- Jószerencsét (Regény, Dacia Kiadó, 1987)
- Balánbánya története (Történelmi munka, 1992)
- Csillagösvényen (Csíksomlyó, 2001)
- Hol vagytok székelyek? (2005)
- Székely-magyar történelem Attilától máig, Hol vagytok székelyek? II. kötet (2005).
- A székely rendtartás (2006).
- Magyarul gondolkodni (2006)
- Fele sem tréfa • Székelyek, anekdoták (2006)
- Ki vagy Te? (Fantasztikus magyar meseregény 9–109 évesek számára) (Frig Kiadó, 2006)
- Mágusok hona (Frig Kiadó, 2007)
- Az emberiség története I. kötet: Ősi titkok avagy a mi történelmünk? (2007)
- Az emberiség története II. kötet: Ádám ősei (Frig Kiadó, 2008)
- Az emberiség története III. kötet: Változó világ (2010).[halott link]
- Az emberiség története IV. kötet: Az új vallások, népek (2013).